# Богатовский сельский совет
 Богатовский сельский совет (укр. Багатівська сільська рада) — административно-территориальная единица в Белогорском районе в составе АР Крым Украины (фактически до 2014 года), ранее до 1991 года — в  составе Крымской области УССР в СССР, до 1954 года — в составе Крымской области РСФСР в СССР, до 1945 года — как Бахчи-Элинский сельсовет  (крымскотат. Багъча Эли кой шурасы) — в составе Крымской АССР РСФСР в СССР.
Население по переписи 2001 года составляло 1921 человек, площадь совета — 100 км².
Территория сельсовета находится в центральной части района, в горах Внутренней гряды Крымских гор, в верхней части долины Кучук-Карасу.
К 2014 году сельский совет включал 7 сёл:

| - Богатое - Горлинка - Красная Слобода - Мелехово | - Поворотное - Русское - Черемисовка |

## История
В начале 1920-х годов был образован Бахчи-Элинский сельсовет   (крымскотат. Багъча Эли кой шурасы, Bağça Eli köy şurası) в составе Карасубазарского района. По результатам всесоюзной переписи 17 декабря 1926 года Бахчи-Элинский сельский включал 4 населённых пункта с населением 889 человек.
Указом Президиума Верховного Совета РСФСР от 21 августа 1945 года Бахчи-Элинский сельсовет был переименован в Богатовский сельский совет. С 25 июня 1946 года совет в составе Крымской области РСФСР, а 26 апреля 1954 года Крымская область была передана из состава РСФСР в состав УССР. На 15 июня 1960 года в его составе числились следующие сёла:

| - Богатое - Горлинка - Еленовка - Земляничное - Красная Слобода | - Мелехово - Поворотное - Радостное - Родники | - Русское - Синекаменка - Хмели - Черемисовка |

К 1968 году было ликвидировано Хмели, в состав совета добавились Лечебное и Мичуринское, к 1977 году был создан Мичуринский, куда отошли Мичуринское и Лечебное, а из Курского сельсовета перевели Опытное и Учебное. В период между 1 июня 1977 года (на эту дату сёла ещё числилось в составе Богатовского) и 1985 годом (в перечнях административно-территориальных изменений после этой даты не упоминается) образован Земляничненский сельский совет, в который перевели Еленовку, Земляничное, Опытное, Радостное, Родники, Синекаменку и Учебное. С 12 февраля 1991 года сельсовет в восстановленной Крымской АССР, 26 февраля 1992 года переименованной в Автономную Республику Крым. 24 марта 1997 года была снята с учёта ВР Украины Владимировка и совет обрёл современный состав.
С 21 марта 2014 года в составе Крыма аннексирован Россией.
С 2014 года на месте сельсовета находится Богатовское сельское поселение Республики Крым.